# メアリーへのメッセージ
「メアリーへのメッセージ」（原題：Take a Message to Mary）は、エヴァリー・ブラザーズが1959年に発表した楽曲。作詞作曲はソングライター・チームのブライアント夫妻。
1959年5月23日付のビルボード・Hot 100で16位を記録した。また、B面の「Poor Jenny」も22位を記録し両面ともヒットした。

## カバー・バージョン
- チェット・アトキンス - 1960年のアルバム『Teensville』に収録。
- ブーデロウ・ブライアント - 1963年のアルバム『Boudleaux's Bestsellers』でセルフカバー[5]。
- ボブ・ディラン - 1970年のアルバム『セルフ・ポートレイト』に収録[6]。
- ニック・ロウ & デイヴ・エドモンズ - ロックパイルの1980年のアルバム『Seconds of Pleasure』のボーナスEPに収録。
- テディ・トンプソン - 2005年のアルバム『Separate Ways』の隠しトラックとして収録。母親のリンダ・トンプソンと共に歌っている。